# جيمس بوند (عالم)
جيمس بوند (بالإنجليزية: James Bond )‏ (و. 1900 – 1989 م) هو عالم طيور أمريكي، ولد في فيلادلفيا، توفي في فيلادلفيا، عن عمر يناهز 89 عاماً، بسبب سرطان.

## التعليم
تعلم في جامعة كامبريدج، ومدرسة هرو، وكلية الثالوث، كامبريدج.

## جوائز
حصل على جوائز منها:
- Brewster Medal [الإنجليزية]‏ (1954).[10]